# När vintermörkret kring oss står
När vintermörkret kring oss står är en adventspsalm om "Kristus Konungen" av Edvard Evers, skriven 1914, året då första världskriget bröt ut. Kan kallas en "kyrkans nyårspsalm" eftersom det är den enda adventspsalm som uttryckligen nämner att kyrkoåret börjar.
Melodi av Johann Crüger och med i koralboken Newes vollkömmliches Gesangbuch Augspurgischer Confession, som trycktes 1640 i Berlin. I Koralbok för Nya psalmer, 1921 anges att det är samma melodi som till psalmen Nu kommen är vår påskafröjd (1819 nr 104) och Dig lyft, min själ, och skåda kring (1921 nr 655).

## Publicerad som
- Nr 511 i Nya psalmer 1921, tillägget till 1819 års psalmbok under rubriken "Kyrkans högtider: Advent".
- Nr 46 i 1937 års psalmbok under rubriken "Advent".
- Nr 421 i 1986 års psalmbok under rubriken "Advent".
- Nr 488 i Psalmer och Sånger 1987 under rubriken "Kyrkoåret - Advent".[1]
- Nr 11 i Finlandssvenska psalmboken under rubriken "Advent".